# Jacques Songo'o
Jacques Songo'o   (Sackbayémé, 17 de març de 1964) és un futbolista camerunès que jugava de porter. Actualment és l'entrenador de porters de la Selecció del Camerun.
Va passar la gran majoria de la seva carrera professional a França i Espanya, sobretot amb el Deportivo de La Coruña, jugant en més de 200 partits oficials al llarg de sis temporades i guanyant la Lliga 1999-2000.
Songo'o va representar la selecció del Camerun en quatre Copes del Món, sent titular a la 1998.

## Història
Jacques Songo'o començà la seva carrera futbolística professional l'any 1988 al Canon Yaoundé camerunès, club d'on sorgiren grans futbolistes com Thomas N'Kono o Pierre Wome. No obstant això, l'any 1989 fitxà pel Sporting Toulon Var francés, on jugà durant tres temporades.
L'any 1992 fitxà pel Le Mans, on tan sols jugà una campanya abans de fitxar pel FC Metz, on jugà fins al 1996 aconseguint guanyar una Copa de la Lliga francesa de futbol.
Les seves bones actuacions al FC Metz li obriren les portes del Real Club Deportivo de La Coruña on jugà durant cinc anys guanyant una Lliga, i una Supercopa, aconseguint a més a més el Trofeu Zamora com a porter menys golejat de la temporada 1996/97 en encaixar tan sols 32 gols en 42 partits.
L'any 2001 abandonà el Deportivo per tornar al FC Metz, retornant novament al club gallec la temporada 2003/04 per retirar-se.
Com a curiositat val a dir que la temporada 1999/00 anotà un gol enfront del Numancia, el qual fou injustament anul·lat i que hagués suposat l'empat a un gol del partit.
Actualment juga amb el Deportivo de futbol indoor, amb el qual ha aconseguit la Lliga espanyola de futbol indoor 2008.

## Internacional
Amb la selecció del Camerun ha guanyat dues Copes d'Àfrica, encara que sempre sent suplent d'Alioum Boukar.
Songo'o va participar amb el Camerun a cada Copa del Món de futbol des de la 1990 fins a la 2002, encara que només com a titular a la de 1998. També va ser membre de l'equip que va competir als Jocs Olímpics d'estiu de 1984 a Los Angeles.
Després de retirar-se l'any 2004, Songo'o va ser contractat com a entrenador de porters de la selecció nacional. Va deixar el càrrec l'any 2006, tornant quatre anys després com a substitut de Thomas N'Kono.
A la Copa del Món de 2010 a Sud-àfrica, Songo'o va formar part del cos tècnic de Paul Le Guen. Després del torneig, que va acabar a la fase de grups, va liderar el Camerun a una victòria per 3-0 sobre la Polònia de manera interina, la primera victòria del país en deu partits.
Songo'o va tornar per a un tercer període amb la mateixa capacitat el setembre de 2019, ara sota el nou director contractat Toni Conceição.

## Trajectòria
- 1988/89: Canon Yaoundé
- 1989/92: Sporting Toulon Var
- 1992/93: Le Mans Union Club 72
- 1993/96: FC Metz
- 1996/01: Deportivo de La Coruña
- 2001/03: FC Metz
- 2003/04: Deportivo de La Coruña

## Palmarès

### Títols nacionals
- 1 Copa de la Lliga francesa: 1996 (FC Metz)
- 1 Lliga espanyola: 1999/00 (Deportivo)
- 1 Supercopa espanyola: 2000 (Deportivo)
- 1 Lliga espanyola de futbol indoor: 2008 (Deportivo)

### Títols internacionals
- 2 Copes d'Àfrica: 2000 i 2002 (Selecció del Camerun)

### Distincions personals
- 1 Trofeu Zamora: 1996/97 (Deportivo)